# Moataz Eno
Moataz Eno (in arabo معتز اينو‎?; Il Cairo, 9 ottobre 1983) è un ex calciatore egiziano, di ruolo centrocampista.

## Carriera

### Club
Ha sempre giocato nel campionato egiziano.

### Nazionale
Con la maglia della Nazionale egiziana ha giocato una sola partita ma era nei convocati che nel 2006 vinsero la Coppa d'Africa.

## Statistiche

### Cronologia presenze e reti in Nazionale
| Cronologia completa delle presenze e delle reti in nazionale ― Egitto | Cronologia completa delle presenze e delle reti in nazionale ― Egitto | Cronologia completa delle presenze e delle reti in nazionale ― Egitto | Cronologia completa delle presenze e delle reti in nazionale ― Egitto | Cronologia completa delle presenze e delle reti in nazionale ― Egitto | Cronologia completa delle presenze e delle reti in nazionale ― Egitto | Cronologia completa delle presenze e delle reti in nazionale ― Egitto | Cronologia completa delle presenze e delle reti in nazionale ― Egitto |
| Data                                                                  | Città                                                                 | In casa                                                               | Risultato                                                             | Ospiti                                                                | Competizione                                                          | Reti                                                                  | Note                                                                  |
| --------------------------------------------------------------------- | --------------------------------------------------------------------- | --------------------------------------------------------------------- | --------------------------------------------------------------------- | --------------------------------------------------------------------- | --------------------------------------------------------------------- | --------------------------------------------------------------------- | --------------------------------------------------------------------- |
| 16-8-2006                                                             | Alessandria d'Egitto                                                  | Egitto                                                                | 0 – 2                                                                 | Uruguay                                                               | Amichevole                                                            | -                                                                     | 53’                                                                   |
| Totale                                                                |                                                                       | Presenze                                                              | 1                                                                     |                                                                       | Reti                                                                  | 0                                                                     |                                                                       |

## Palmarès

### Club

#### Competizioni nazionali
- Campionato egiziano: 5

Zamalek: 2003-2004
Al Ahly: 2007-2008, 2008-2009, 2009-2010, 2010-2011
- Supercoppa d'Egitto: 3

Al-Ahly: 2007, 2008, 2010

#### Competizioni internazionali
- Supercoppa CAF: 2

Zamalek: 2003
Al-Ahly: 2009
- Supercoppa araba: 1

Zamalek: 2003
- Champions League araba: 1

Zamalek: 2003-2004
- CAF Champions League: 1

Al-Ahly: 2008

### Nazionale
- Coppa d'Africa: 1

2006